# Piste de bobsleigh, luge et skeleton de Park City

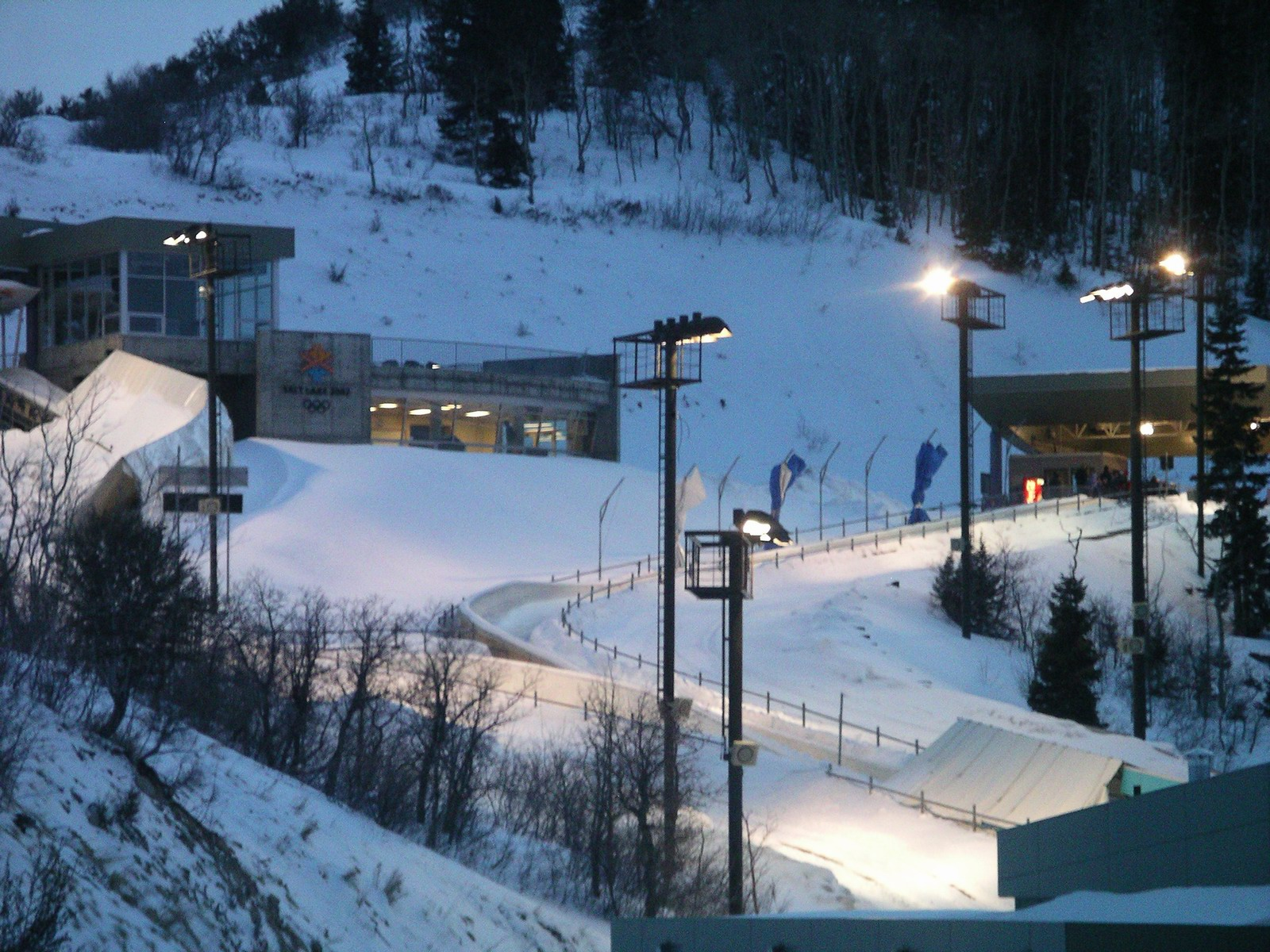
Départ du skeleton sur la piste de Park City.

La piste de Park City est une piste de bobsleigh, luge et skeleton utilisée pour les Jeux olympiques d'hiver de 2002 située à Park City (États-Unis).

## Histoire
Après la défaite de la candidature de Salt Lake City pour les Jeux olympiques d'hiver de 1998 au profit de Nagano au Japon, le parc olympique de Park City entreprend de construire une piste de bobsleigh, luge et skeleton dans l'espoir de remporter une future échéance. La construction débute le 3 juin 1994 pour être terminée le 28 décembre 1996. Entre-temps en 1995, la candidature de Salt Lake City est retenue pour l'organisation des Jeux olympiques d'hiver de 2002. En novembre 1998, la piste accueille sa première compétition de bobsleigh puis en février 2002 se tiennent les épreuves olympiques de bobsleigh, luge et skeleton. Les affluences lors des épreuves olympiques sont les suivantes : 74 187 spectateurs pour le bobsleigh, 14 860 spectateurs pour le skeleton et 64 104 spectateurs pour la luge.

## Détails techniques de la piste
Le coût de la piste est de 25 millions de dollars, utilisant 297 000 watts pour l'éclairage nocturne, disposant de soixante-deux hydrants d'eau, de vingt-quatre caméras, huit affichages des résultats et quarante-neuf chronomètres.

## Statistiques
| Sport                                       | Distance de la piste | Nombre de virages |
| ------------------------------------------- | -------------------- | ----------------- |
| Bobsleigh et skeleton                       | 1335                 | 15                |
| Luge - individuel hommes                    | 1316                 | 17                |
| Luge - individuelle femmes et double hommes | 1140                 | 12                |

| Numéros des virages  | Nom du virage  | Raisons                                   |
| -------------------- | -------------- | ----------------------------------------- |
| 4.                   | Sonny corner   | La partie de la piste la plus ensoleillée |
| 5.                   | Snowy corner   | La partie de la piste la plus enneigée    |
| 6., 7., 8, 9, et 10. | Albert's alley |                                           |
| 11.                  | Wasatch        | En référence aux montagnes Wasatch.       |
| 12.                  | Olympic        |                                           |
| 14.                  | Finish curve   | Finish = Fin                              |

## Grands évènements accueillis
Les différentes grandes compétitions qu'a accueilli Park City furent :
- Les Jeux olympiques d'hiver de 2002.
- Les championnats du monde de la FIBT : 2005.